# Козакевич, Михаил Александрович
Михаил Александрович Козакевич (бел. Міхаіл Аляксандравіч Казакевіч; род. 19 мая 2002, Жабинка, Брестская область) — белорусский футболист, вратарь брестского «Динамо».

## Карьера
Футбольную карьеру футболист начинал в командах Республиканского училища олимпийского резерва различных возрастов. В июне 2019 года футболист перебрался в футбольную академию брестского «Динамо».  В феврале 2021 года подписал свой первый профессиональный контракт с клубом, рассчитанный на 2 года. На протяжении сезона футболист был игроком дублирующего состава, несколько раз привлекаясь к матчам с основной командой. К следующем сезону футболист стал полноценно готовится с основной командой брестского клуба. Дебютировал за клуб 2 апреля 2022 года в матче против «Ислочи», выйдя на замену в начале второго тайма. Первое время футболист был резервным вратарём, однако вскоре смог закрепиться в стартовом составе клуба. По итогу дебютного сезона футболист отличился за клуб 10 «сухими» матчами во всех турнирах. Вместе с клубом футболист завершил чемпионат на итоговом тринадцатом месте. 
В декабре 2022 года появилась информация, что к футболисту проявляет интересен жодинское «Торпедо-БелАЗ». Однако вскоре футболист футболист продлил контракт с брестским «Динамо» на ещё один сезон. Первый матч в новом сезоне футболист сыграл 18 марта 2023 года против жодинского «Торпедо-БелАЗ». На протяжении всего сезона футболист был основным вратарём брестского клуба, хоть и в начале чемпионата несколько матчей провёл на скамейке запасных. В декабре 2023 года футболист продлил контракт с брестским клубом ещё на 2 сезона. Новый сезон 2024 года футболист также начинал в роли основного вратаря. По итогу сезона футболист вместе с клубом завершил чемпионат на итоговом четвёртом месте. Также футболист стал единственным игроком в сезоне, кто отыграл все матчи чемпионата и не был ни разу заменён. Всего за сезон футболист успел отличиться 8 «сухими» матчами.

## Карьера в сборной
В ноябре 2017 года футболист принимал участие в матчах за юношескую сборную Беларуси до 16 лет. В августе 2018 года футболист получил вызов в юношескую сборную Беларуси до 17 лет. Дебютировал за сборную футболист 15 августа 2018 года в матче против сборной Израиля. В октябре 2018 года футболист в составе сборной принимал участие в квалификационных матчах юношеского чемпионата Европы. В ноябре 2020 года футболист получал вызов в юношескую сборную Беларуси до 19 лет для участия в учебно-тренировочном сборе. В марте 2021 года футболист получил вызов в молодёжную сборную Беларуси. Дебютировал за сборную футболист 27 сентября 2022 года в товарищеском матче против сборной Казахстана. В мае 2024 года футболист попал в расширенный список национальной сборной Беларуси.